# Gelosia (arquitectura)
|  | Per a altres significats, vegeu «Gelosia (desambiguació)». |

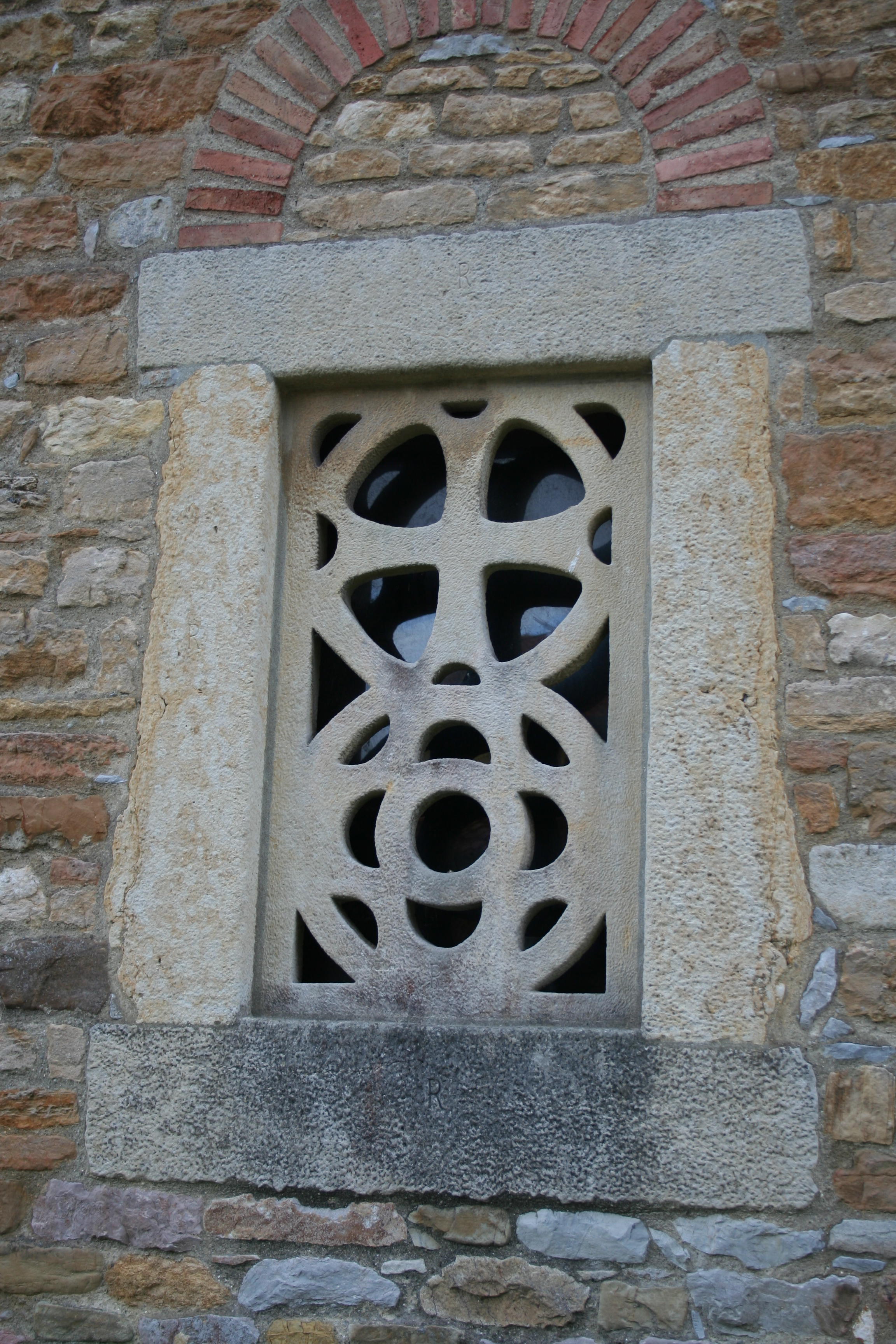
Gelosia de finestra a l'església de Santa Maria.

Una  gelosia  és un element arquitectònic decoratiu consistent en un tauler calat per tancar vànols, com finestres i balcons, que impedeix ser vist però permet veure i deixa penetrar la llum i l'aire. Normalment és de fusta, però pot ser d'altres materials com fusta sintètica, plàstic, metall o inclús de pedra o altres materials d'obra.

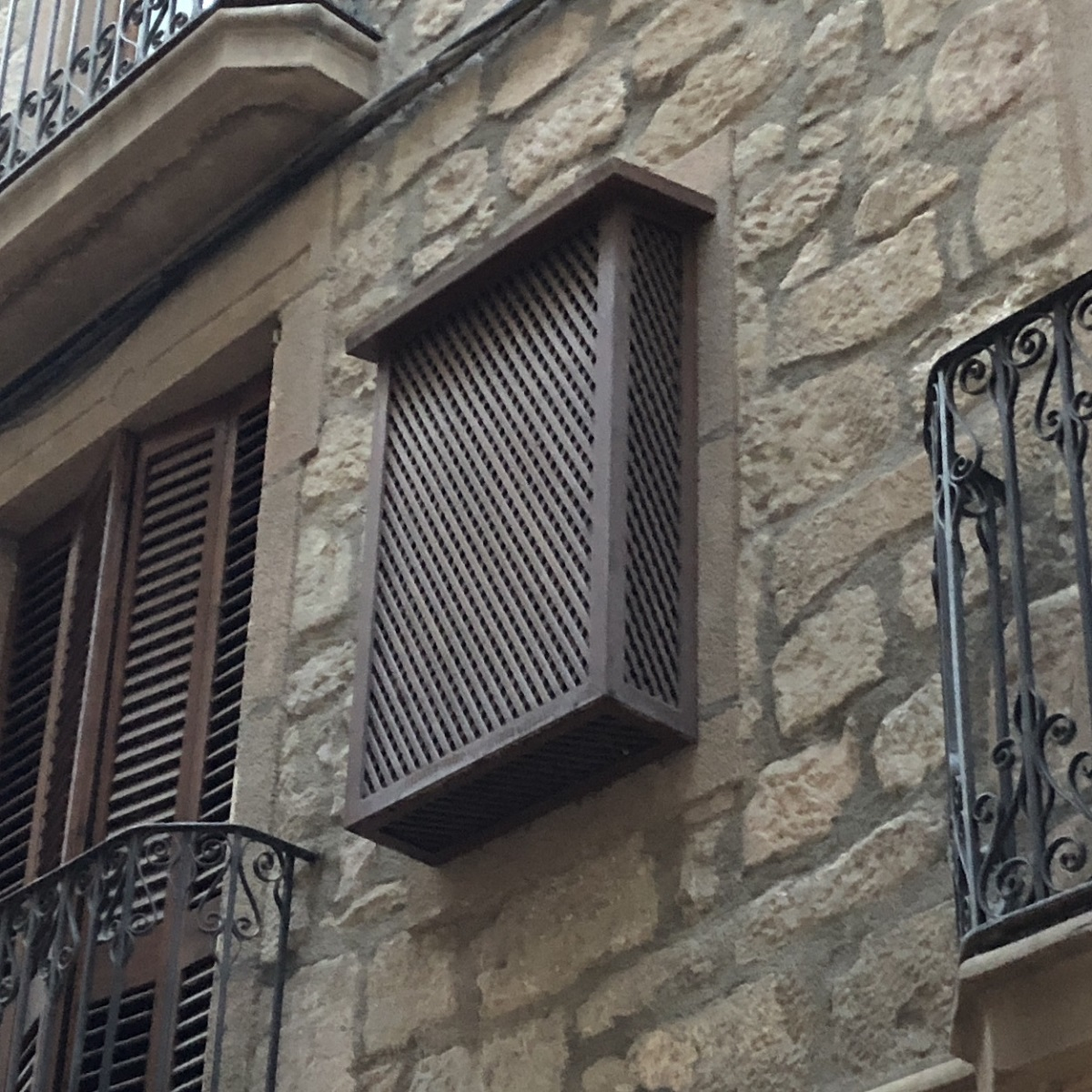
Gelosia de Cal Rendé de Solsona (carrer Llobera 6)

A Catalunya són una referència d'estil barroc la gelosia xafardera del carrer Montcada de Barcelona (al museu Picasso) i les Xafarderes de Mataró. També està molt ben conservada la gelosia Cal Rendé de Solsona (carrer Llobera 6), un referent d'aquest element arquitectònic aplicat a una finestra en fusta a la Catalunya interior. Malgrat la fama de que les gelosies servien només per a tafanejar, la realitat és que en la majoria de casos tenien uns usos molt més casolans i pràctics, com fer-la servir de nevera durant l'hivern o per estendre-hi roba íntima durant l'estiu.

## Usos
En jardineria, el seu ús és freqüent a manera de tanques obertes servint de suport a plantes enfiladisses, podent ser trobades sobre parets, en tancaments lineals (tanques), en arcs, en els angles o laterals d'una pèrgola, etc.
Van ser molt utilitzades en l'art hispanomusulmá.
Es denomina "encavallades" en mineria i construcció de túnels, a les bigues de suport de l'excavació, que estan formades per una sèrie de peces cargolades o amb grapes.